# Ilha das Garças (Espírito Santo)
A Ilha das Garças é a maior ilha do município de Vila Velha, localizada a 800 metros da Praia de Itaparica, no litoral sul do estado do Espírito Santo.
Na Ilha das Garças anualmente se reproduzem três espécies de garças durante o período de novembro a março: a garça-branca-grande (Casmerodius albus), a garça-branca-pequena (Egretta thula) e a garça-vaqueira (bubulcus ibis). Nesta época, denominada de período de defeso, a visitação e desembarque no local é proibida. A ilha também serve como lugar de reprodução do socó-dorminhoco (Nycticorax nycticorax).
Das três espécies de garças que se reproduzem-se nessa ilha, duas delas são nativas do Brasil: a garça-branca-grande e a garça-branca-pequena. A terceira, a garça-vaqueira, é originária do Velho Mundo.[carece de fontes?]